# Thermalbad Wiesenbad
Thermalbad Wiesenbad è un comune di 3.638 abitanti della Sassonia, in Germania.
Appartiene al circondario dei Monti Metalliferi (targa ERZ).

## Storia
Il 1º gennaio 1999 vennero aggregati al comune di Wiesa i comuni di Neundorf, Schönfeld e Wiesenbad.
Il 1º gennaio 2005 il comune di Wiesa assunse la nuova denominazione di «Thermalbad Wiesenbad».